# Celestyal Crystal
Pour les articles homonymes, voir Albatross (homonymie).
Le Celestyal Crystal est un navire de croisière appartenant à la compagnie grecque Celestyal Cruises. Construit de 1979 à 1980 aux chantiers Wärtsilä de Turku, il était à l'origine un ferry commandé par la compagnie finlandaise Rederi Ab Sally et mis en service en juin 1980 sur les lignes de Viking Line entre la Finlande et la Suède sous le nom de Viking Saga. Retiré en 1986 après le rachat de Sally par la compagnie Effoa, il est renommé Sally Albatross et affecté à des croisières autour de la mer Baltique. Ravagé par un violent incendie en janvier 1990, il est entièrement reconstruit aux chantiers Aker Finnyards de Rauma entre septembre 1990 et mars 1992. C'est au cours de cette refonte qu'il est converti en navire de croisière. Sévèrement endommagé après s'être échoué en mars 1994, il est affrété à la suite de sa remise en état par les compagnies Norwegian Cruise Line, qui l'exploite dans les Caraïbes, et Star Cruises, qui le fait naviguer sur des itinéraires en Asie. De retour en Baltique à partir de 2002, il intègre la flotte de la compagnie Silja Line et effectue des mini-croisières entre la Finlande et l'Estonie sous le nom de Silja Opera. Cédé à la compagnie grecque Louis Cruise Lines en mai 2007, il est affecté à des croisières en mer Égée, tout d'abord sous le nom de Cristal puis de Louis Cristal. À l'occasion du changement de nom de Louis Cruise Lines en Celestyal Cruises, il est rebaptisé Celestyal Crystal en 2015

## Histoire

### Origines et construction
Durant les années 1970, l'augmentation du trafic sur les lignes maritimes reliant la Finlande à la Suède a favorisé l'émergence de deux opérateurs regroupant les services et les flottes de différents armateurs finlandais et suédois. Tout au long de la décennie, une concurrence progressive s'est mise en place entre les compagnies Viking Line et Silja Line guidée par l'évolution de la clientèle réclamant plus de confort à bord. À l'aube des années 1980, la flotte de Silja Line est la plus performante et la plus luxueuse exploitée en mer Baltique avec notamment ses trois sister-ships Svea Corona, Wellamo et Bore Star, mis en service entre 1975 et 1976. Malgré une flotte moderne et performante, les compagnies propriétaires de Viking Line, Rederi Ab Sally, SF-Line et Rederi Ab Slite décident d'investir dans le renouvellement de leur outil naval. Des trois armateurs, Rederi Ab Sally détient le projet le plus ambitieux pour Viking Line. La société envisage en effet la construction de deux navires destinés à naviguer entre Helsinki et Stockholm.
Commandés aux chantiers Wärtsilä de Turku, ces futurs navires sont prévus pour être bien plus imposants que les précédentes unités de Viking Line. Avec une longueur de 145 mètres et un tonnage d'environ 14 000 UMS, ils affichent des dimensions similaires à celles du trio de Silja Line. Mais ces nouveaux navires se démarquent par une conception bien plus originale que celle de leurs rivaux. Leur aspect extérieur très anguleux leur donne en effet une allure massive, de même que leur étrave très large. D'autres éléments confèrent à ces navires une apparence particulière tels que l'emplacement de la passerelle de navigation semblable à une tour de contrôle mais aussi la disposition des embarcations de sauvetage, intégrées dans le bordée de la coque, ce qui permet alors de dégager les ponts supérieurs, habituellement encombrés par les dispositifs de sécurité. Par rapport aux anciens navires de la compagnie, le confort et la qualité des locaux destinés aux passagers ont été considérablement revus à la hausse avec plusieurs espaces de restauration, de divertissement, une galerie marchande mais aussi des salles de conférences ainsi qu'un sauna et une piscine intérieure. Prévus pour transporter 2000 passagers, dont une grande majorité en cabine, et 460 véhicules au sein d'un garage central occupant une surface de quatre niveaux, leur capacité s'adapte à la tendance du trafic toujours à la hausse.
Commandé le 22 décembre 1978, le premier navire, baptisé Viking Saga, est mis sur cale le 27 août 1979 et lancé le 4 janvier 1980. Après cinq mois et demi de finitions, il est livré à Rederi Ab Sally le 26 juin 1980.

### Service

#### Rederi Ab Sally (1980-1987)

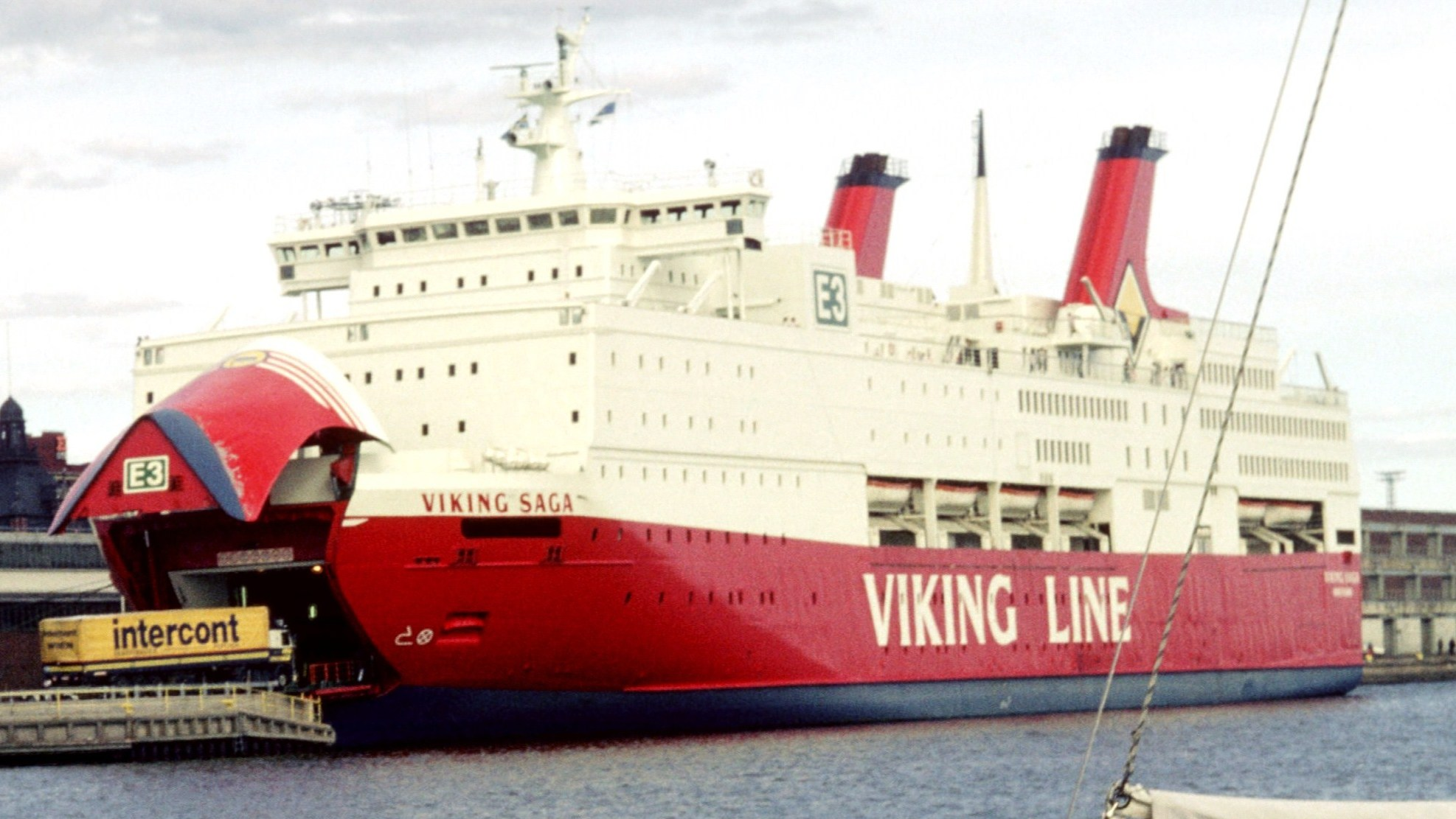
Le Viking Saga à Helsinki en juillet 1983.

Le Viking Saga est mis en service le 27 juin 1980 sur la ligne de Viking Line entre Helsinki et Stockholm. Au mois de juin, il est rejoint par son sister-ship le Viking Song. Dès leurs premières années de service, leurs performances se révèlent toutefois décevantes, notamment en raison de l'arrivée en 1981 de la nouvelle paire de Silja Line formée par les Finlandia et Silvia Regina, nettement plus imposants et disposant d'un confort supérieur. Les sommes importantes investies par Sally pour la construction de ces navires peinent à être rentabilisées, ce qui place alors l'armateur dans une situation préoccupante.
Au milieu des années 1980, Rederi Ab Sally, endettée, ne peut plus investir dans la construction de nouvelles unités. Afin de se maintenir au niveau de Silja Line, SF-Line et Rederi Ab Slite lancent la construction de deux cruise-ferries jumeaux destinés à supplanter les navires de Sally entre Helsinki et Stockholm.
Lorsqu'en avril 1986, Viking Line prend livraison du cruise-ferry Olympia, le Viking Saga est retiré du service après avoir achevé son ultime rotation entre Stockholm et Helsinki le 26 avril.
Transféré au sein de Sally Cruise, autre filiale de Rederi Ab Sally, le navire est rebaptisé Sally Albatross et affecté à des croisières autour de la mer Baltique. À cette période, Sally est alors en proie à d'importantes difficultés financières. En 1987, les compagnies Effoa et Johnson Line, propriétaires de Silja Line, rachètent 66% des parts de Sally et deviennent de ce fait propriétaires des activités et de la flotte de l'entreprise. Cette acquisition entraînera par conséquent le départ de Rederi Ab Sally de l'actionnariat de Viking Line.

#### Effoa/EffJohn/Silja Line (1987-2007)

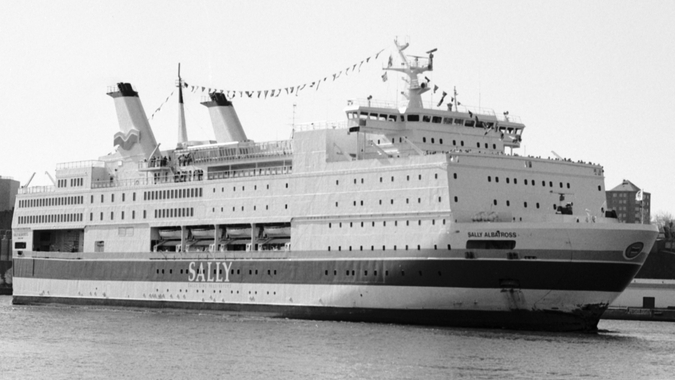
Le Sally Albatross avant les travaux de 1988.

Malgré la reprise de Sally par Effoa et Johnson Line, les activités de Sally Cruise sont maintenues et ne subissent aucun changement majeur. De janvier à février 1988, le Sally Albatross bénéficie de quelques travaux de rénovations aux chantiers allemands Schichau-Seebeckwerft de Bremerhaven. Au cours de cette transformation, son apparence est légèrement modifiée avec l'ajout de terrasses à l'avant du navire, ce qui lui confère alors un aspect plus arrondi qu'à l'origine. Un solarium abrité du vent est également aménagé sur le pont 10 et la capacité du navire est ramenée à 1 000 passagers. Au total, 35 millions de marks finlandais seront investis dans cette refonte.
Le 9 janvier 1990, alors que le Sally Albatross se trouve aux chantiers Finnboda de Nacka, en Suède, afin de bénéficier d'une refonte au niveau du restaurant, du night club et de la salle de conférences, un incendie, provoqué par le contact de métal liquide avec des matériaux inflammables, se déclare à bord du navire. En raison des travaux, les dispositifs anti-incendie avaient été désactivés, de même que les arrivées d'eau, facilitant de ce fait la propagation des flammes à l'intérieur. En plus de cela, le responsable de sa sécurité anti-incendie était parti déjeuner lorsque le sinistre s'est déclaré. Pour ne rien arranger, les pompiers ne peuvent intervenir à bord en raison de la présence supposée de matières explosives. Après l'évacuation de deux ouvriers travaillant sur le chantier, les pompiers de Stockholm s'affairent à combattre le feu de l'extérieur en déversant de l'eau sur le navire. Mais en raison de l'intensité du sinistre, celui-ci n'est éteint qu'au bout de trois jours. Particulièrement violent, l'incendie a ravagé la quasi-totalité des aménagements intérieurs du navire.

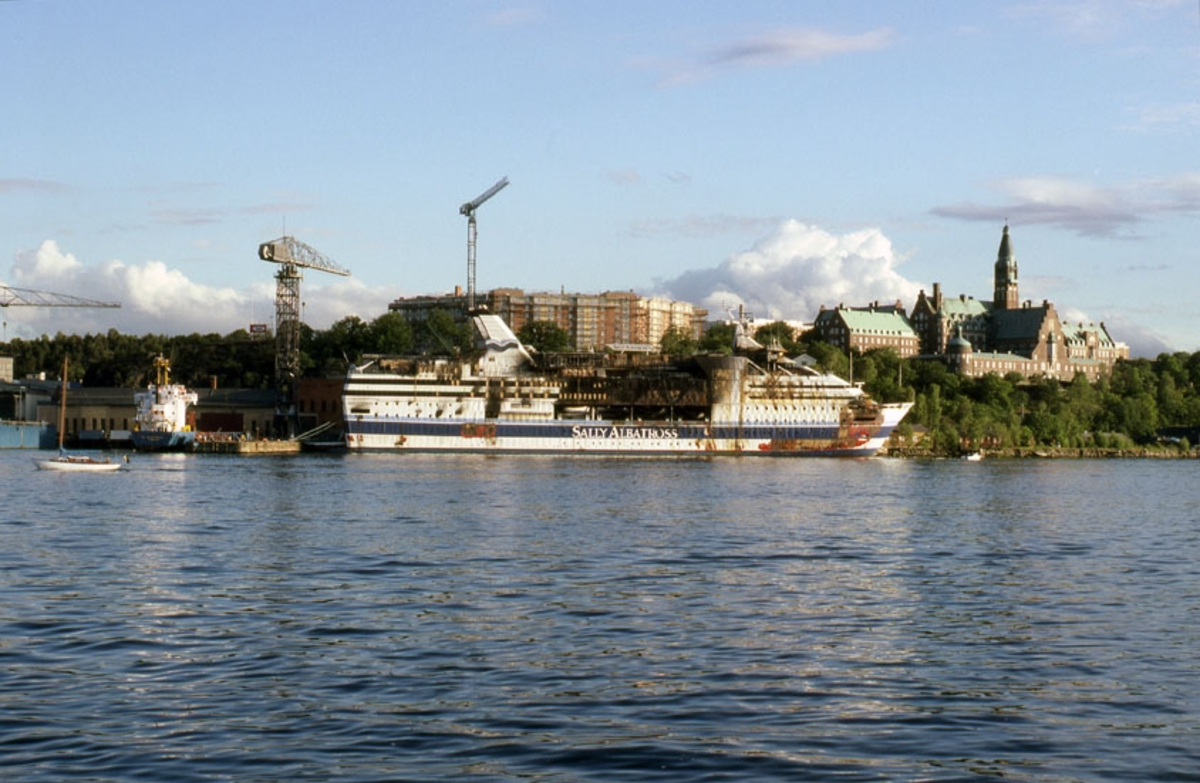
Le Sally Albatross après l'incendie de janvier 1990.

Malgré l'étendue des dégâts, s'élevant à plus de 300 millions de marks finlandais, la coque du navire se révèle cependant moins endommagée que prévu et l'appareil propulsif est intact. Plutôt que de simplement remettre en état le navire, EffJohn, nouvelle entité issue de la fusion en 1990 des deux actionnaires de Silja Line, décide d'utiliser la coque comme base pour la construction d'un navire de croisière.
À la fin du mois de juin, le Sally Albatross est acheminé jusqu'à Mäntyluoto en Finlande où ses superstructures endommagées sont démolies. Les restes de la coque sont ensuite transférés à Naantali puis découpés en plusieurs sections qui sont emmenées aux chantiers Aker Finnyards de Rauma où se déroule la construction du nouveau navire.

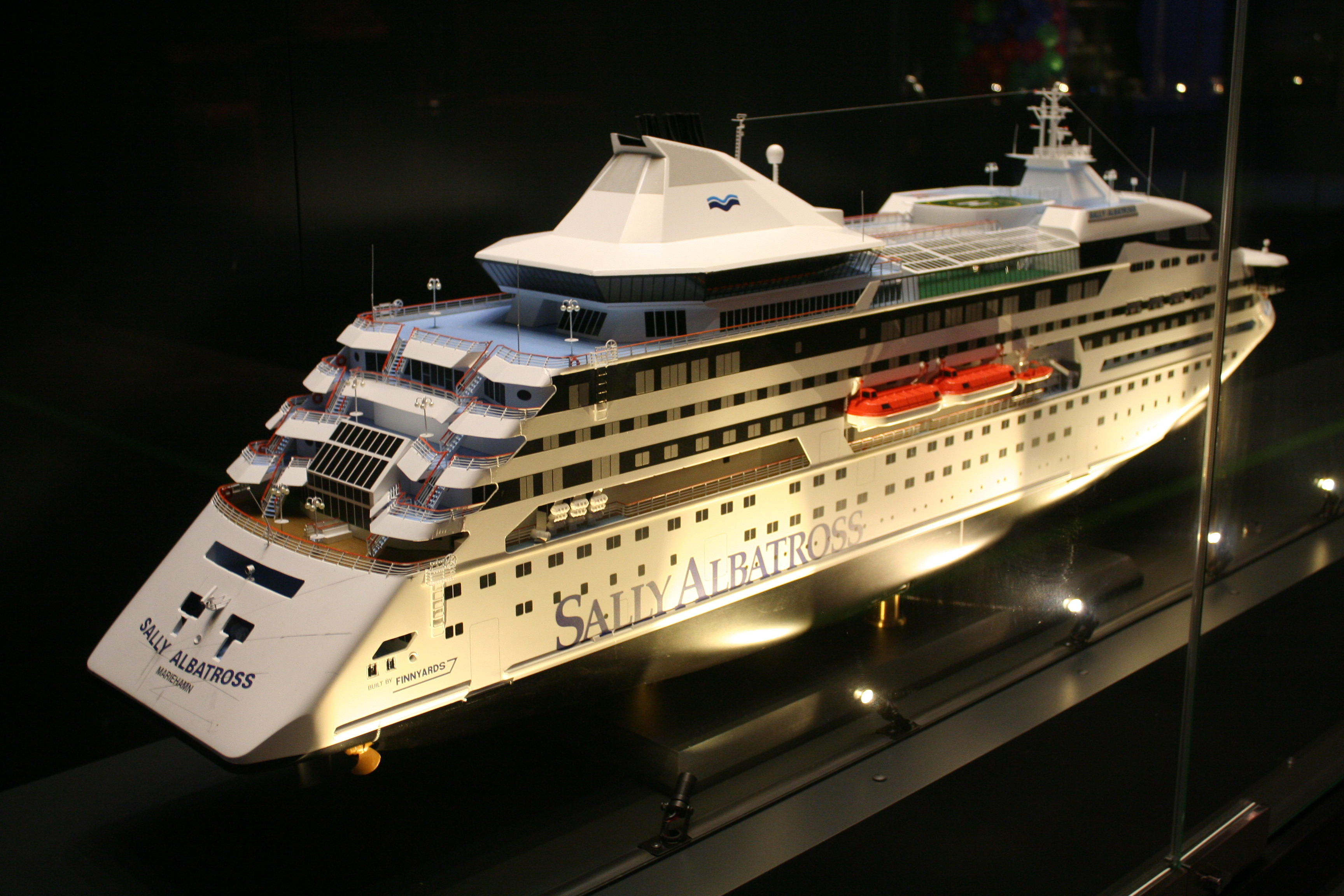
Maquette du Sally Albatross après l'importante refonte de 1990-1992.

Conçu dorénavant comme un paquebot de croisière, son apparence n'a alors plus rien à voir avec celle d'origine. En plus de sa longueur augmentée d'environ 13 mètres, le navire arbore à présent une ligne plus élégante qui tranche radicalement avec sa forme cubique massive d'antan. Les gaz d'échappement sont également redirigés vers une cheminée unique au lieu des deux cheminées latérales originales. De même que l'aspect extérieur, l'intérieur du navire se retrouve profondément modifié. Outre la suppression du garage, les plans sont entièrement redessinés.
Lancé le 25 juillet 1991, le nouveau Sally Albatross est ensuite achevé pendant environ huit mois avant d'être livré à EffJohn le 23 mars 1992. S'il avait un temps été envisagé de le rebaptiser Sally Eurocruiser, il conservera finalement son nom actuel. La refonte aura coûté au total 700 millions de marks finlandais mais aura toutefois permis à EffJohn d'économiser 35 millions de marks par rapport à la construction d'un navire neuf. Le Sally Albatross retrouve par la suite son exploitation d'origine sous sa nouvelle forme à la fin du mois de mars 1992.
Au cours de l'été 1992, le navire est affrété pour servir d'hôtel flottant à Barcelone dans le cadre des Jeux olympiques d'été se tenant dans la capitale catalane. Il retrouvera son affectation en mer Baltique au mois de septembre. Ce même mois, la propriété du navire est transférée au sein de Silja Line à l'occasion de la fusion d'EffJohn avec sa principale filiale.
Le 4 mars 1994, un nouvel incident frappe le navire. Alors qu'il navigue à 19 nœuds au large de la péninsule de Porkkala vers 14h45, le Sally Albatross s'écarte du chenal afin de céder le passage à un brise-glace arrivant en sens inverse. À la suite d'une erreur de navigation, le paquebot percute le fond et s'échoue. Le choc ouvre une brèche sous la ligne de flottaison et entraîne une voie d'eau faisant s'enfoncer le navire par l'arrière. Évacués entre 16h13 et 17h54, les passagers sont recueillis à bord des ferries Saint Patrick II et Silja Symphony. Tout au long de la nuit, les autorités s'affairent autour du navire afin d'éviter qu'il ne coule et parviennent à le stabiliser le lendemain. Les travaux de renflouement débutent le 10 mars avec le colmatage de la brèche ainsi que des hublots se trouvant dans la partie submergée du navire. Le 6 avril, le processus de pompage commence mais est retardé en raison d'un problème technique menaçant de faire chavirer le navire. Finalement remis à flot le 16 avril, il est remorqué vers Helsinki deux jours plus tard et entre en cale sèche. Après inspection, les dommages sont évalués à plus de 200 millions de marks.

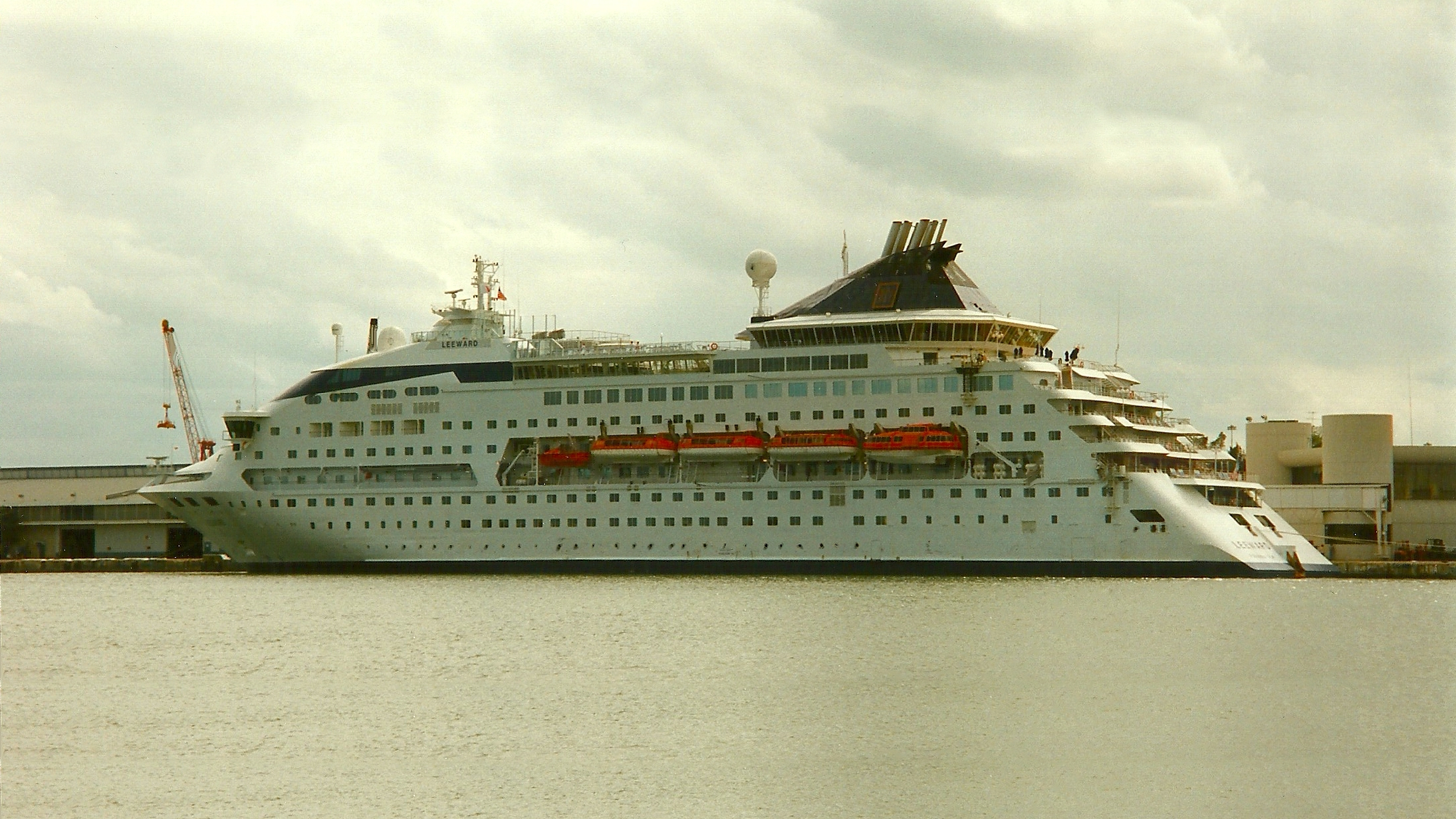
Le Leeward à Miami en 1995.

En octobre, le Sally Albatross est envoyé à La Spezia en Italie pour être réparé. En plus de la réhabilitation des parties immergées, quelques modifications sont apportées au navire telles que l'ajout de quatre embarcations de sauvetage supplémentaire et la réfection de la section arrière. Au cours des travaux, il est enregistré sous pavillon panaméen et affrété par la compagnie Norwegian Cruise Line sous le nom de Leeward le 24 octobre.
Une fois la remise en état terminée, le navire prend la direction des Caraïbes et débute ses croisières au départ de Miami sous les couleurs de NCL en septembre 1995. Lorsque le contrat s'achève en 2000, il est une nouvelle fois affrété en mars, cette fois-ci par l'armateur hongkongais Star Cruises qui l'emploie pour des croisières en Asie, principalement depuis le Japon, sous le nom de Superstar Taurus.
En décembre 2001, le contrat d'affrètement est rompu et le navire est désarmé à Singapour. Il quitte finalement l'Asie pour regagner l'Europe en janvier 2002 et retrouve la Finlande un mois plus tard. Après quelques travaux, marqués par un incendie sans gravité en mai, effectués à Naantali, le navire est rebaptisé Silja Opera et intégré à la flotte de Silja Line au mois de juin.

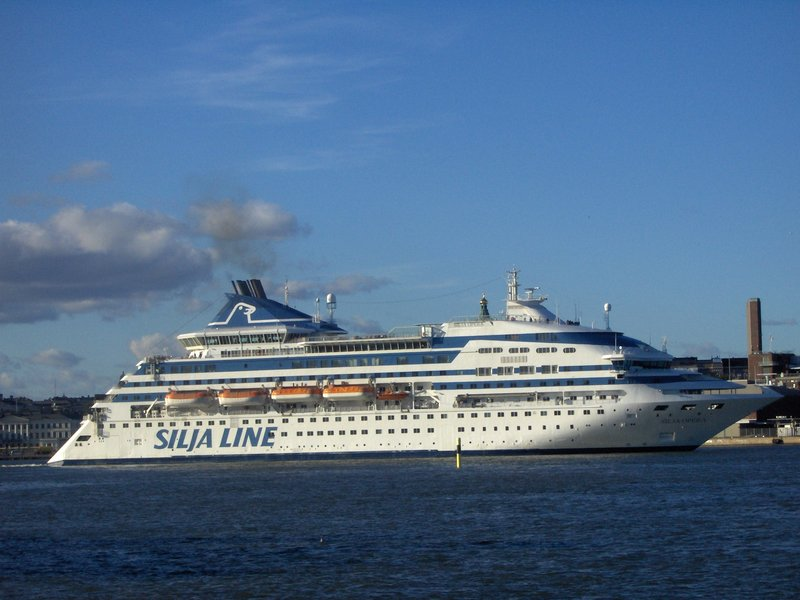
Le Silja Opera en décembre 2005.

Déployé dans un premier temps sur des croisières au départ d'Helsinki vers Tallinn et l'île de Gotland entre autres, il est prévu que le navire soit affecté à des itinéraires reliant Helsinki et Saint-Pétersbourg à partir du mois de septembre. Cependant, une modification de la loi concernant les visas pour entrer en Russie entrainera l'annulation du projet. Ces lois seront toutefois réformées l'année suivante, ce qui permettra la venue du navire en Russie.
Au bout de quelques années, l'exploitation du Silja Opera se révèle déficitaire. En complément de ses croisières n'attirant qu'une mince clientèle, le navire souffre d'une mauvaise réputation en raison des deux incidents graves l'ayant touché une dizaine d'années plus tôt. Pour ne rien arranger, le paquebot sera par la suite impliqué dans plusieurs collisions, notamment le 17 septembre 2003 où il est victime d'un accrochage avec trois cargos dans le chenal de Saint-Pétersbourg. Un évènement similaire aura lieu environ deux mois plus tard au même endroit, cette fois-ci entre le Silja Opera et un brise-glace.
En raison du faible succès de ses croisières depuis Helsinki, le navire est transféré entre Tallinn et Stockholm en octobre 2004 avec également une escale à Mariehamn sur le territoire autonome d'Åland afin de proposer aux passagers des tarifs détaxés dans les boutiques du bord. Sa configuration de navire de croisière le rend cependant peu adapté à cette desserte et il est réaffecté au départ d'Helsinki l'année suivante. En raison de son exploitation à perte, Silja Line annonce en 2005 son intention d'employer à bord de la main-d'œuvre étrangère à bas coût mais se frotte aussitôt aux organisations syndicales suédoises opposées au projet.
Devant le coût onéreux du navire et sa faible rentabilité, Silja Line décide d'interrompre son exploitation. Le Silja Opera réalise ses dernières croisières en janvier 2006. Avant sa mise hors service, il assure quelques traversées entre Turku, Mariehamn et Kapellskär en remplacement du Silja Europa, momentanément transféré entre Helsinki et Stockholm pour pallier l'arrêt technique des navires y étant habituellement affectés. Retiré le 13 février, le navire est désarmé à Stockholm dans l'attente d'un potentiel repreneur. Le 22 mai, il quitte la Suède pour être déplacé à Tilbury, non loin de Londres. Sa propriété est transférée à Sea Containers, société mère à l'époque de Silja Line et son nom est raccourci en Opera. Désarmé pendant plus d'un an, il est finalement racheté en mai 2007 par la compagnie grecque Louis Cruise Lines.

#### Louis Cruise Lines/Celestyal Cruises (depuis 2007)
Livré à son nouveau propriétaire, le navire quitte le Royaume-Uni le 11 juin 2007 pour rejoindre la Grèce. Arrivé à Éleusis le 21 juin, il entre aux chantiers afin d'être mis aux standards de la compagnie. Rebaptisé Cristal et enregistré sous pavillon grec, il est mis en service au mois de juillet 2007 sur des croisières autour de la mer Égée. Le navire remplace alors au sein de la flotte le paquebot Sea Diamond, coulé dans la caldeira de Santorin après avoir talonné un récif le 6 avril 2007.
Le 2 août 2008, le Cristal est impliqué dans une collision avec le ferry Lissos dans le port du Pirée. Le choc n'occasionnera toutefois que des dégâts mineurs.
Au mois de mars 2011, il est renommé Louis Cristal.
À partir de novembre 2013, le navire est affrété par la compagnie Cuba Cruises et envoyé faire des croisières dans les Caraïbes depuis La Havane. Selon la période, il alterne alors entre les Caraïbes et la mer Égée.

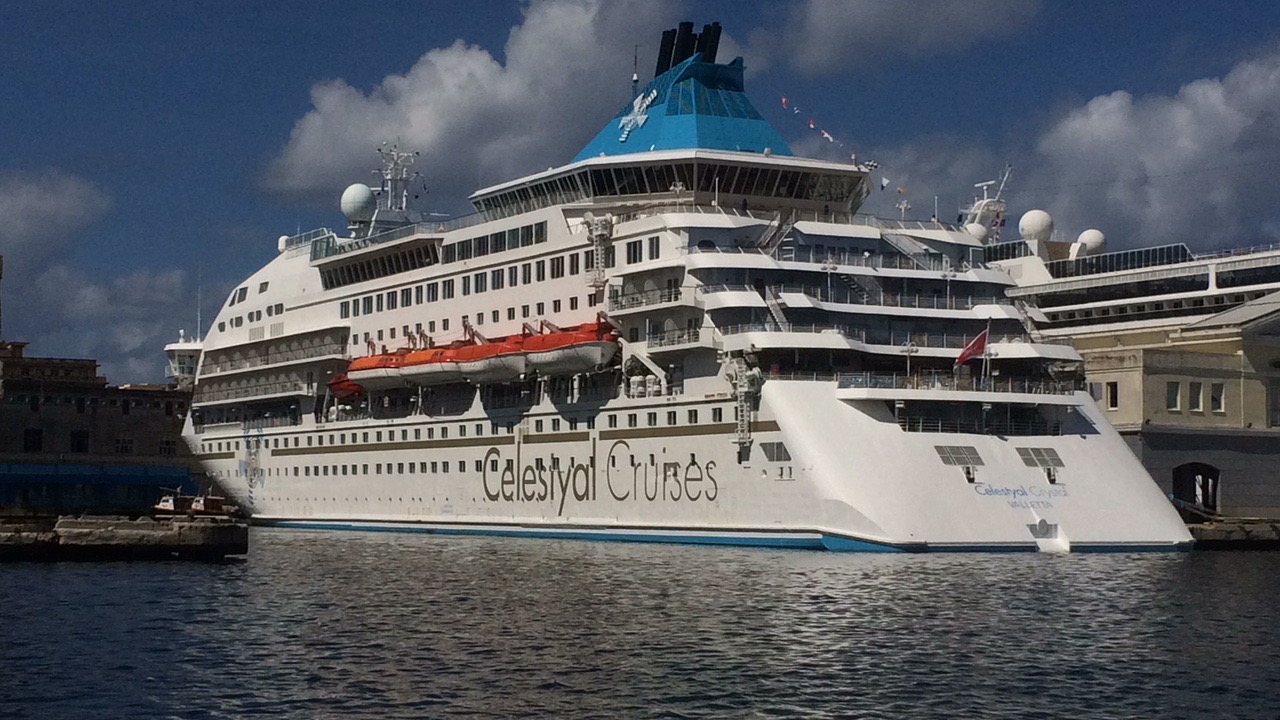
Le Celestyal Crystal à La Havane en 2017.

En avril 2015, la compagnie Louis Cruise Lines annonce son changement de nom en Celestyal Cruises. En conséquence, le navire est rebaptisé Celestyal Crystal. Quelques mois plus tard le 27 juin, il heurte violemment le pétrolier STI Pimlico dans le détroit des Dardanelles au large de Gelibolu. La proue du navire est sévèrement endommagée dans la collision et trois passagers ont été légèrement blessé. À la suite de cet incident, il rejoint les chantiers de Perama entre octobre et novembre 2015. Durant ce passage aux chantiers, quelques modifications sont apportées au navire avec notamment l'ajout de balcons à certaines cabines à l'avant.
Au cours de l'année 2020, l'exploitation du navire est perturbée en raison de la crise sanitaire provoquée par le pandémie de Covid-19. À la suite de plusieurs cas de contaminations massives à bord de navires de croisière, Celestyal Cruises décide de suspendre les activités du Celestyal Crystal du 16 mars 2020 au 6 mars 2021.

## Aménagements
Dans sa configuration originale, le Viking Saga possédait 12 ponts numérotés du plus bas jusqu'au plus haut de 0 à 11 (selon les critères de numérotation conventionnels sur les navires, celle du Viking Saga aurait dû être de 1 à 12). Les installations des passagers se situaient sur la totalité des ponts 7 et 6 ainsi que sur une partie des ponts 1, 2, 3, 4, 5 et 8. L'équipage occupait les ponts 8 et 9. Les ponts 1, 3, et 5 étaient dédiés au chargement des véhicules et du fret.
Depuis sa reconversion en navire de croisière, le Celestyal Crystal dispose toujours de 12 ponts mais les aménagements dédiés aux passagers occupent désormais la totalité des ponts 4 à 10 ainsi qu'une partie des ponts 2 et 3. L'équipage est à présent logé sur la majeure partie du pont 2 et l'arrière du pont 3.

### Locaux communs
En tant que car-ferry, le Viking Saga était équipé d'installations confortables situées majoritairement sur les ponts 6 et 7 vers l'arrière. Le navire disposait d'un bar-salon, d'un restaurant à la carte et d'un restaurant buffet sur le pont 7, d'une galerie marchande, d'une cafétéria et d'un grill sur le pont 6, d'un night club et d'un centre de conférence sur le pont 8 ainsi que d'une piscine intérieure et d'un sauna sur le pont 1.
Depuis 1992, la disposition des installations est radicalement différente. Le navire dispose à présent de deux restaurants (l'un sur le pont 5, l'autre sur le pont 8) deux bars-salon sur le pont 8, dont un avec une piste de danse, un bar-discothèque panoramique sur le pont 10, une galerie marchande sur le pont 5 ainsi qu'un centre de bien-être et une piscine sur le pont 9.

### Cabines
Le Viking Saga possédait initialement 505 cabines. La majorité d'entre elles étaient situées sur les ponts 6 et 7 vers l'avant du navire tandis que d'autres se trouvaient sur les ponts 2, 3, 4 et 5 de part et d'autre du garage ainsi que sur le pont 1. D'une capacité de deux à quatre personnes, toutes étaient équipées de sanitaires comprenant douche, WC et lavabo.
Depuis les travaux de 1990-1992, le navire dispose de 476 cabines situées majoritairement sur les ponts 7, 6 et 4 ainsi que sur les ponts 2, 3, et 5. La majorité d'entre elles sont externes et certaines possèdent même un balcon.

## Caractéristiques
Initialement, le Viking Saga mesurait 145,19 mètres de long pour 25,51 mètres de large. Son tonnage était à l'origine de 14 330 UMS mais sera porté à 14 623 UMS en 1988. Le navire avait une capacité de 2000 passagers et possédait un garage pouvant accueillir 462 véhicules répartis sur trois niveaux. Le garage était accessible par deux portes rampes situées à l'arrière ainsi qu'une porte rampe avant. Des rampes d'accès menant directement aux garages supérieurs étaient au niveau des entrées. Le Viking Saga possédait à l'origine dix embarcations de sauvetage ouvertes de taille moyennes situées au niveau des ouvertures latérales sur les ponts 4 et 5, complétées par un canot semi-rigide et plusieurs radeaux de sauvetage à coffre s'ouvrant automatiquement au contact de l'eau.
Depuis 1992, le Celestyal Crystal mesure 158,90 mètres de long pour 25,20 mètres de large. Son tonnage était tout d'abord de 25 076 UMS avant d'être porté à 25 611 UMS en 2015. Il peut à présent embarquer 1 409 passagers. Il possède depuis 1994 huit embarcations de sauvetage fermées de grande taille.
Sa propulsion est assurée par quatre moteurs diesel Wärtsilä-Pielstick 12PC2.5V développant une puissance de 19 480 kW entraînant deux hélices à pas variable faisant filer le bâtiment à une vitesse de 21,3 nœuds. Le navire est doté de deux propulseurs d'étrave facilitant les manœuvres d'accostage et d'appareillage ainsi que de stabilisateurs anti-roulis. Il est également équipé d'une coque brise-glace classée 1 A Super.

## Lignes desservies
Pour le compte de Viking Line, de 1980 à 1986, le Viking Saga était affecté à la liaison entre la Finlande et la Suède sur la ligne Helsinki - Stockholm de nuit en tandem avec son sister-ship le Viking Song.
Pour Sally Cruises à partir de 1986, le navire effectuait des croisières en mer Baltique avec comme port de départ Helsinki. Interrompue de 1990 à 1992 en raison de son incendie, elle reprendra après la reconstruction du navire jusqu'en 1994. Il assurera ensuite des croisières dans les Caraïbes pour Norwegian Cruise Line de 1995 à 2000 puis en Asie pour Star Cruises entre 2000 et 2001.
Pour Silja Line de 2002 à 2006, il assure de nouveau des croisières en mer Baltique, notamment vers Tallinn, l'île de Gotland et Saint-Pétersbourg.
Depuis 2007, le navire est affecté à des croisières en mer Égée ou dans les Caraïbes selon période.